# Harpalus amputatus
Harpalus amputatus es una especie de escarabajo del género Harpalus, familia Carabidae. Fue descrita científicamente por Say en 1830.
Habita en China, Canadá, Rusia, Mongolia, México y los Estados Unidos (Alaska y Misisipi). Suele se encontrada en pastizales y en otros hábitats como pastos.